# Bărbulețu
Bărbulețu – wieś w Rumunii, w okręgu Dymbowica, w gminie Bărbulețu. W 2011 roku liczyła 1282 mieszkańców.